# Aeroportul Parachinar
Aeroportul Parachinar (IATA: PAJ, ICAO: OPPC) este un aeroport din Federally Administered Tribal Areas⁠(d), Pakistan.
Situat la o altitudine de 1.768 m, aeroportul dispune de o singură pistă. Este operat de Pakistan Civil Aviation Authority⁠(d).